# Madársóskafélék
A madársóskafélék (Oxalidaceae) a  valódi kétszikűek (eudicots) közé tartozó madársóska-virágúak (Oxalidales) rendjének névadó családja; a család öt nemzetsége mintegy 950 fajt fog össze.
A fajok többsége lágyszárú, trópusi vagy szubtrópusi növény, amelyek levelei jellegzetesen, hármasan vagy négyesen összetettek. Pálhaleveleik nincsenek. A levélkék a napszaknak megfelelő helyzetbe állnak be; a fényszegény időszakokban összecsukódnak és lecsüngenek. Aktinomorf virágaik kétkörűek, körönként öttagúak. Bibéik szabadon állnak, porzóik pedig két körben, heterosztíliát mutatva. Az ötüregű magház közepén oszlop van. Tok- vagy bogyótermésükben egyszerre sok mag fejlődik. A toktermés kopácsai nem válnak el az oszloptól vagy csillag alakban nyílnak szét. A szárukban növő kalcium-oxalát kristályok miatt ízük kissé savanykás.